# Cerambyomima
Cerambyomima là một chi bọ cánh cứng trong họ Chrysomelidae.
Chi này được Medvedev miêu tả khoa học năm 1968.

## Các loài
Chi này gồm các loài:
- Cerambyomima longicornis Medvedev, 1968